# Viaggio all'inizio del mondo
Viaggio all'inizio del mondo (Viagem ao principio do mundo) è un film del 1997 diretto da Manoel de Oliveira.
Coprodotto tra Portogallo e Francia, è l'ultimo film interpretato da Marcello Mastroianni ed è stato dedicato, come si legge nei titoli di testa, alla sua memoria.
È stato presentato fuori concorso al 50º Festival di Cannes, dove gli è stato attribuito il premio FIPRESCI della critica.

## Trama
Un viaggio verso il passato con lunghe riprese della strada che viene sempre inquadrata alle spalle, mostrando quanto già percorso. Un viaggio verso le radici risalenti all’infanzia, come nel caso del vecchio regista Manoel, omonimo del regista, o ataviche, come Alfonso alla ricerca dei consanguinei del padre scomparso. Insieme a loro la presenza discreta, quasi invisibile, dell’autista, interpretato dallo stesso regista, che si intravede ad esempio quando prende un binocolo dal cruscotto dell’auto mentre il gruppo si ferma a Caminha per allungare lo sguardo oltre la larghezza del fiume Miño verso il collegio frequentato da Manoel bambino, e passa il binocolo a Duarte, che lo passa a Judite, la quale commenta il luogo senza però farne uso, per passarlo a Manoel affinché possa osservare meglio il vecchio edificio. 
La presenza di Duarte e di Judite si sente quando c’è da collegare i luoghi a qualche fonte storica e quando la storia della lunga vita dell’anziano regista si intreccia con episodi vissuti a partire dall’infanzia legati sempre alla bellezza presente in certi sguardi femminili che, parole del regista nel dialogo di fronte al fiume, farebbero sopportare agli uomini il martirio. La statua di Pedro Macao, dell’uomo immobile che regge una pesante trave, personaggio popolare famoso anche per una filastrocca a lui dedicata, ben rappresenta la fatica del vivere, e il Grand Hotel de Peso, luogo di villeggiatura di Manoel bambino, abbandonato e assalito dalla vegetazione, introducono la ricerca atavica, quella di Alfonso, l’attore di successo che vive a Parigi il cui padre, Manoel, era scappato dal Portogallo per andare in Francia alla ricerca di una vita migliore, aveva avuto una moglie francese, della quale era figlio. 
Attraverso la sorella del padre, Maria, molto diffidente per il fatto che il nipote non parla portoghese Alfonso si insinua nelle proprie radici. La diffidenza della zia Maria si trasformerà, nel corso della visita, in emozione così intensa da sciogliere i sentimenti più profondi.

## Riconoscimenti
- 1997 - Festival di Cannes
  - Premio FIPRESCI, menzione speciale della giuria ecumenica